# Denis Prieur (peintre)
 (octobre 2008).
Si vous disposez d'ouvrages ou d'articles de référence ou si vous connaissez des sites web de qualité traitant du thème abordé ici, merci de compléter l'article en donnant les références utiles à sa vérifiabilité et en les liant à la section « Notes et références ».
Pour les articles homonymes, voir Denis Prieur et Prieur (homonymie).
Denis Prieur, né en 1957 à Moret-sur-Loing, est un peintre français.

## Biographie
Denis Prieur est originaire d'une famille d'artistes. Son grand-père, Louis Prieur, est peintre, et son père, Claude Prieur était un peintre-fresquiste et restaurateur de fresques pour les monuments historiques.
Denis Prieur entre à l'École des beaux-arts de Paris en 1973, dans les ateliers de Pierre Carron et de Pierre Faure. En 1977, il expose pour la première fois à la maison des Beaux-arts et rencontre le galeriste Albert Loeb. L'année suivante, Jean Clair, conservateur du musée du Centre national d'art et de culture Georges-Pompidou en visite dans son atelier, achète sa toile Des chemises et des violons (1975) pour les collections du musée.
Exposé à plusieurs reprises à la maison des Beaux-arts à Paris (1978, 1991), il participe au Salon de Monaco en 1996 et 1997, et expose à l'Hôtel de ville de Paris en 1995.
Souvent à contre-courant et à l’écart des avant-gardes, Denis Prieur prolonge la tradition de la peinture figurative française. Son œuvre est dominée par la représentation de l'humain et la figuration du corps et de ses défauts exposés sans concessions. Mais en dépit de ce regard scrutateur, ses peintures laissent transparaitre la fragilité des émotions.
Il déclare : « J'ai étudié dans un atelier ou l'on apprenait le réalisme. Il ne manquait qu'une chose à cette école pour être vraie c'était le mystère. En effet le mystère ponctue la vie de l'homme et lui donne un sens. Je veux fêter ces mystères dans mes tableaux... Depuis longtemps j'essaye de représenter la torsion de la lumière sur un corps ou dans l'ambiance d'un tableau…[réf. nécessaire] »

## Collections publiques
- Des chemises et des violons, 1975, musée national d'art moderne, Paris[1]